# وربنیا
وربنیا (به ایتالیایی: Verbania) یک کومونه در ایتالیا است که در استان وربانو-کوزیو-اوسولا واقع شده‌است.

## خصوصیات
وربنیا ۳۷٫۶ کیلومترمربع مساحت و ۳۱٬۱۲۱ نفر جمعیت دارد و ۱۹۷ متر بالاتر از سطح دریا واقع شده‌است.

## خواهرخوانده
شهرهای بور-دو-پئاژ، تسریکونیتسا، ایست گرینستید، میندلهایم، پیاترا نئم، سانت فلیو د گیکسلس، شواتس و Spinazzola خواهرخوانده‌های وربنیا هستند.